# Sven Silow (1877–1909)
Sven Henrik Silow, född 25 september 1877 i Kristianstad, död 30 mars 1909 på Romanäs sanatorium, Säby socken, Östergötlands län, var en svensk arkitekt, målare och grafiker.
Han var son till kaptenen Carl Christian Adolf Silow och Nikolina Maria Lovisa Kristina Wästfelt. Silow genomgick arkitektutbildning vid Kungliga tekniska högskolan 1897–1901 och vid Konstakademien 1901–1904. Samtidigt studerade han grafiska tekniker ett par perioder för Axel Tallberg. Han var därefter verksam som arkitekt i Stockholm några år, innan han sökte sig utomlands. Han tog 1905 fram ett förslag till privathem för den förmögne affärsmannen Julius Bunge i Aerdenhout i Nederländerna. Han insjuknade dock och Silows medarbetare Anders Lundberg fick fortsätta arbetet.
Silows konst består huvudsakligen av arkitekturmotiv. Han är representerad vid Kungliga biblioteket i Stockholm.
Han var farbror till arkitekten Sven Silow (1918–2001).